# Poverello (association)
Poverello est une association caritative belge fondée par le docteur Jan Vermeire de Courtrai, qui a ouvert la première maison en 1978 à Bruxelles, sous la forme juridique d'association sans but lucratif (ASBL). Elle a ouvert quatorze maisons d'accueil en Belgique pour les personnes dans le besoin. "Poverello" signifie "petit pauvre" en italien. C'est le surnom de saint François d'Assise.

## Développement
Au début, on distribuait de la soupe, du café et du pain. Après quelques années, les sans-abri et les mendiants pouvaient également s'y rendre pour un repas de midi chaud, des vêtements propres, une nuitée et des soins hygiéniques et médicaux. Poverello applique le principe que rien n'est gratuit et demande une contribution financière. En 2021, les sans-abri paient 300 euros par mois pour un lit dans un dortoir de douze personnes (20 avant les confinements de la pandémie). Une chambre d'environ 7m2 coûte 450 euros. Les repas sont compris.
Petit à petit, l'association grandit et ouvre d'autres maisons en Belgique. Désormais, elle compte deux antennes à Bruxelles, deux en Wallonie, et dix en Flandre. Poverello est l'une des organisations d'aide aux sans-abri les plus importantes et les plus connues de Belgique. Dans les sections des Marolles bruxelloises, où l'association a son siège, de Zottegem, de Courtrai et de Banneux, l'association propose également le gîte et le couvert à environ quatre-vingts sans-abri qui y ont établi leur domicile. En principe, l'association sans but lucratif n'emploie aucun travailleur social professionnel et ne travaille qu'avec des bénévoles.

## Controverse
Poverello a été discrédité en décembre 2021 lorsque des recherches de journalistes de la RTBF et des magazines Knack et Le Vif ont montré qu'en 2019, grâce aux nombreux dons et legs de ces dernières années, l'ASBL disposait d'une réserve de 14 millions d'euros de liquidités sur un compte caché, alors que le nombre de lits offerts dans tout le pays était limité à moins d'une centaine. Poverello s'est également constitué un empire immobilier considérable (estimé à plus de 50 millions d'euros) comprenant des centres équestres, d'anciens ensembles monastiques (Damiaanklooster, à Courtrai) et d'anciennes églises (Sint-Coletakerk, église Sainte-Colette à Gand). La direction a reconnu que le « trésor de guerre » est important mais nécessaire pour rénover tous ces bâtiments. La RTBF publie une vidéo du reportage sur Youtube.
Après l'enquête menée par les journalistes Ruben Brugnera et Marieke Brugnera en collaboration avec l'émission télévisée RTBF #Investigation, les magazines Le Vif et Knack, les organisations de lutte contre la pauvreté Poverello et Rafaël sont sous le feu des critiques. L'ASBL Rafaël à Anderlecht se serait rendue coupable d'exploitation d'anciens résidents, de conflits d'intérêts et détournements d'argent. Quant à l'ASBL Poverello, malgré un compte bancaire bien rempli et beaucoup de biens immobiliers en sa possession, la célèbre organisation à but non lucratif ne dépenserait pratiquement pas d'argent pour les pauvres,.
L'association n'héberge dans ses infrastructures qu'une petite centaine de personnes précarisées alors qu'elle disposerait de plus de 23 000 m2 de surface habitable sans compter ses entrepôts et chalets. De quoi héberger 2 000 personnes ou davantage. Une experte immobilière, sollicitée par les journalistes, estime que les quelque 230 parcelles détenues par l'association représentent une valeur marchande de 48 à 53 millions d'euros. " Il y a un certain nombre de propriétés utilisées pour l'aide sociale, mais on trouve aussi des forêts, des prés, des terres arables, des manèges et des appartements bourgeois qui n'ont absolument aucun rapport avec l'aide sociale", analyse-t-elle .
Au journal HLN, des bénévoles déplorent l'absence de transparence : " Après les révélations du Samusocial (l'affaire Samusocial), nous avions déjà de très nombreuses questions, mais ça n'a pas amené plus de transparence."

## A voir aussi
- Samusocial Bruxelles
- Nativitas
- Les Restos du Coeur
- Logement social
- Droit au logement
- Personnes sans-abri
- Fondation Abbé-Pierre pour le logement des défavorisés
- Cité-jardin
- Bail social